# Dům U Kozoroha (Kadaň)
Dům U Kozoroha  (čp. 102) je měšťanský dům ve Sládkově ulici (dříve Sladká) na Starém Městě v Kadani.

## Dějiny domu a jeho majitelé
Dům U Kozoroha je původně gotický dům, následně přestavovaný ve stylu renesančním a později barokním. Naposledy dům vyhořel při velkém požáru města Kadaně v roce 1811 a byl poté zásadně rekonstruován. Od roku 1857 dům vlastnila rodina Heinrichových pocházející z obce Jilmová v Krušných horách. Wilhelm Heinrich (1851–1938) je v písemných pramenech zmiňován jako významný obchodník s dobytkem. Kolem roku 1894 se v domě U Kozoroha také objevují záznamy o krejčovské provozovně Kathariny Kowarschik. Od Wilhelma Heinricha dům v roce 1925 koupili manželé Raimund a Anna Puntzetovi, kteří již dříve přišli do Kadaně z Teplicka. Raimund Puntzet byl vyhlášený pekařský mistr k němuž chodila pro pečivo celá Sladká ulice včetně vojáků z kasáren na Kadaňském hradě. Jeho dcera Puntzeta Irmgard, jež se roku 1920 v Kadani narodila, studovala v Praze, kde poté v letech 1939–1940 pracovala jako zdravotní sestra. V domě U Kozoroha bydleli krátce v podnájmu rovněž manželé Ing. Ernst Michalitschke (1891–1969) a Rosa-Ruth Michalitschke, jimž se zde roku 1923 narodila dcera Ingeborg. Ingeborg zůstala i po Druhé světové válce a vyhnání většiny německých obyvatel z pohraničí v Kadani. Po roce 1945 dům chátral, teprve v sedmdesátých letech 20. století by zrekonstruován svými novými majiteli, rodinou Novotných.

## Domovní znamení

domovní znamení

Nad portálem domu čp. 102 je obdélníkové pískovcové domovní znamení s kozorohem. Koncem sedmdesátých let 20. století jej vytvořil majitel domu Petr Novotný, kadaňský restaurátor a výtvarník. V křesťanské ikonografii měl kozoroh či kozel negativní význam, neboť symbolizoval hříšnou žádostivost a obecně pak společenství zavržených. V renesančním 16. století se díky oblibě antické mytologie a horoskopů stal kozoroh naopak velmi populárním jakožto jedno ze znamení zvěrokruhu. Jako své emblematické zvíře jej například užívali toskánský velkovévoda Cosimo I. Medicejský († 1574) nebo římský císař a český král Rudolf II. († 1612), oba podporovatelé věd a umění.

## Sládkova ulice
Sládkova ulice, ve které se dům U Kozoroha nachází, ve středověku nesoucí jméno Sladká, byla hlavním kadaňským centrem perníkářů a výrobců koláčů a jiných sladkostí. Na přelomu 16. a 17. století se v pramenech objevuje například koláčník Lorentz Pfefferkorn se svou manželkou Walpurgou, jejichž koláče byly oblíbené i za hranicemi města. Kadaňské cukrářské speciality se tehdy vyvážely do hornických měst českého a saského Krušnohoří, zejména do Přísečnice, Jáchymova, Annabergu a Marienbergu. K roku 1612 se název ulice objevuje v podobě Sladká díra, což mohlo odkazovat k tomu, že v její části přiléhající ke kadaňskému hradu se skutečně nacházel hluboký příkop. Alternativním vysvětlením názvu by mohla také být skutečnost, že se v ulici nacházelo kromě hostinců také mnoho nevěstinců.